# Soós Angéla
Soós Angéla (Marosvásárhely, 1929. szeptember 20. – Szatmárnémeti, 2015. november 29.) erdélyi magyar színésznő, előadóművésznő, a Harag György Társulat és a Szatmárnémeti Északi Színház alapító tagja.

## Életpálya

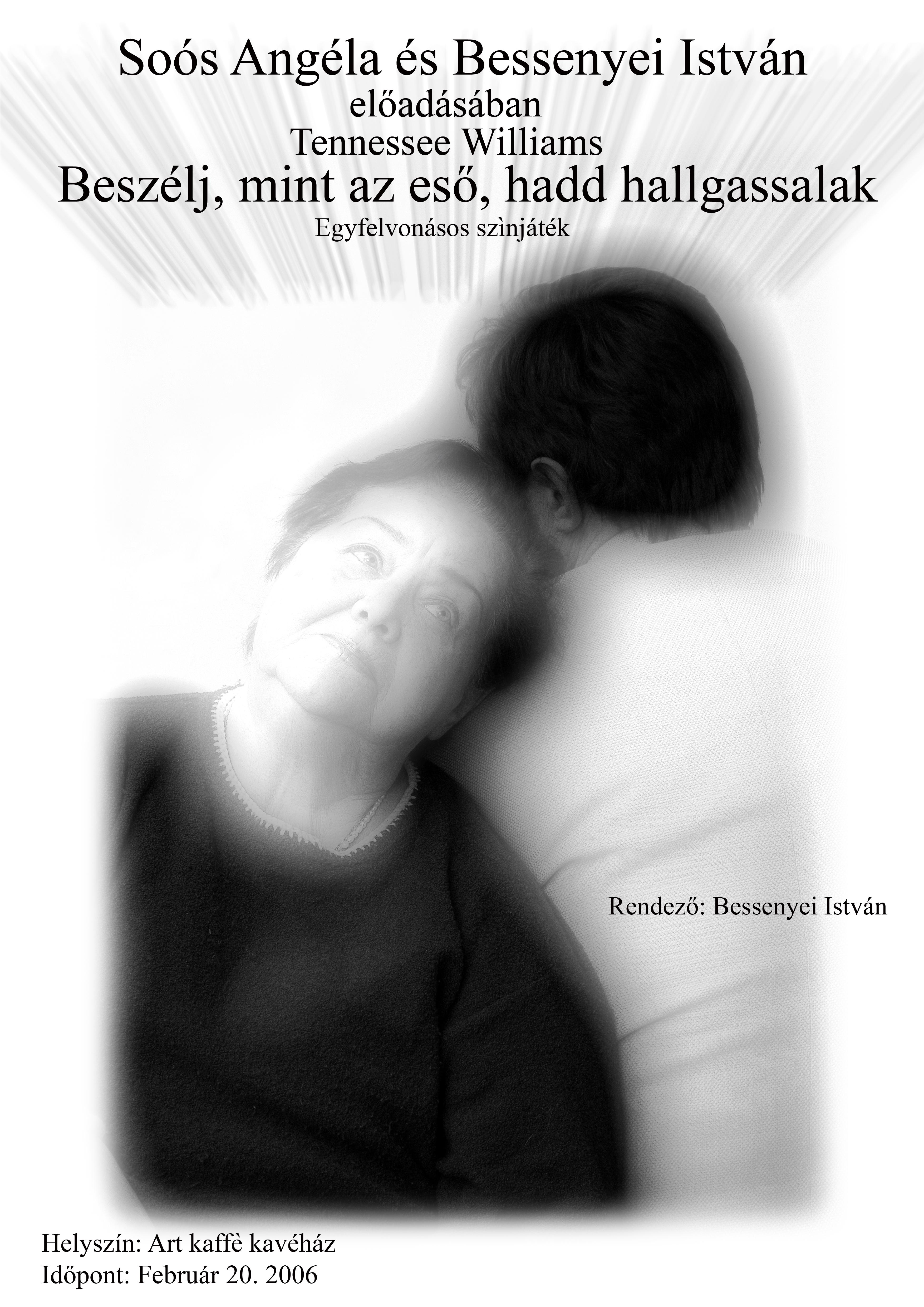
Egy 2006-os plakáton

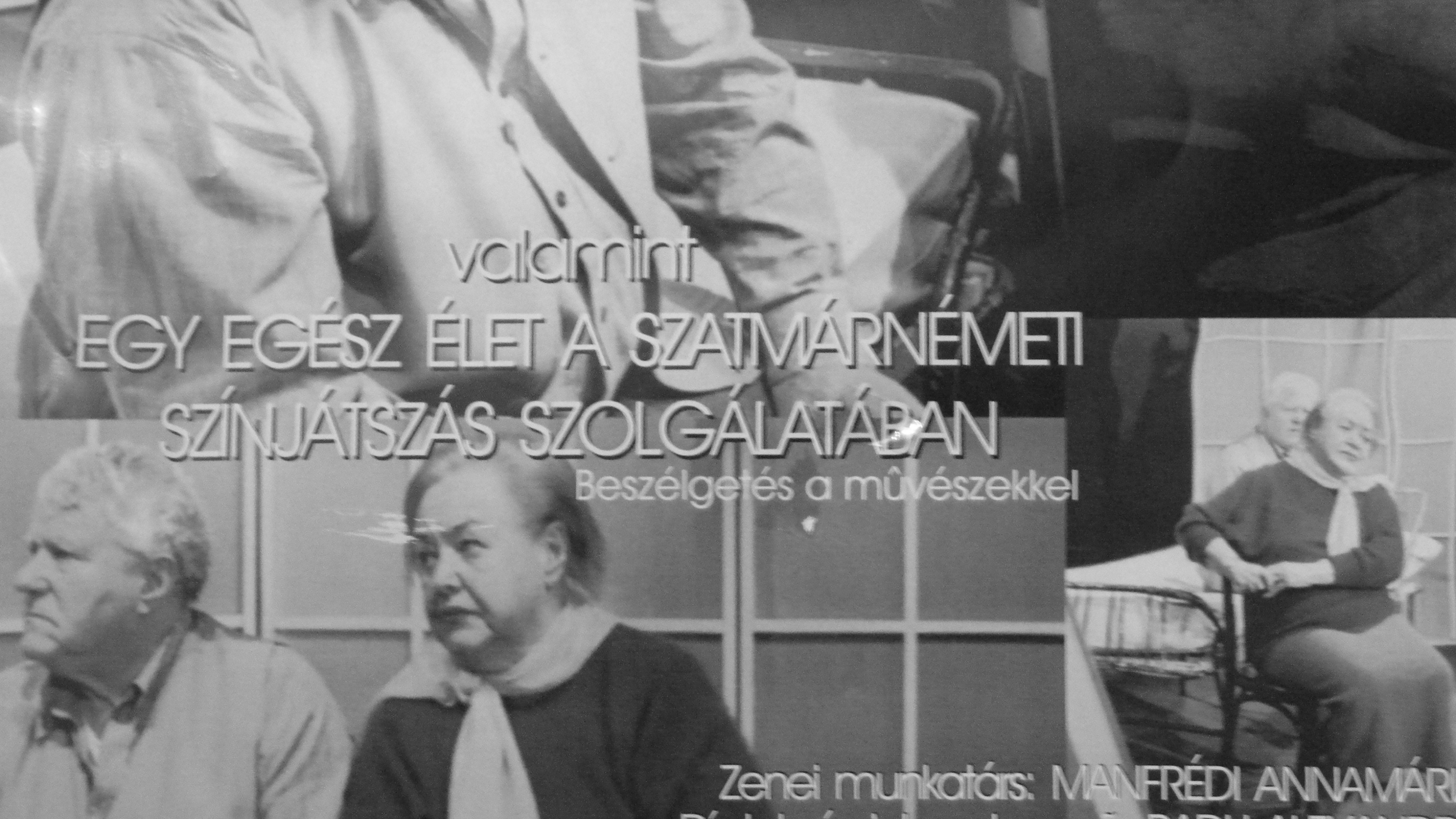
Vándor Andrással (plakátrészlet)

1929-ben született, neves vásárhelyi család sarjaként. Édesapja, Soós József hét éven át (1945–1952) a város polgármestere volt. Szakmai tanulmányait Kolozsváron, a Szentgyörgyi István Színművészeti Intézetben végezte, 1953-ban szerzett színész diplomát. Tagja volt a Nagybányán, Harag György vezetésével magyar társulatot alapító fiatal színészgárdának. 1956-ban, a társulattal együtt Szatmárnémetibe költözött, itt folytatta színészi pályafutását (az Északi Színháznak is alapítói közé tartozik). A Magyar színházművészeti lexikon jellemzése szerint Lírai és karakterszerepeket egyaránt játszott. Legnagyobb sikereit a népi figurák, a kacér tenyeres-talpas teremtések megelevenítésével érte el.
Pályája során több mint száz szerepet játszott, főként Nagybánya és Szatmárnémeti színpadain. 1986-ban nyugdíjazták, ezt követően szerepeket sem kap. 1986 és 2010 között mindössze egyszer lépett színpadra, Tennessee Williams Beszélj mint az eső, hadd hallgassalak című kétszemélyes drámájában, az alapító-társ Vándor András partnereként (rendező: Bessenyei István).
Színészi pályája mellett jelentős előadóművészi tevékenysége is. Pályakezdése óta a társulat legjobb versmondói közé tartozott, nevét a társulatnak írott levelében Tessitori Nóra (korábbi beszédtechnika-tanáruk) is kiemeli. Számos jelentős irodalmi összeállítás és pódiumműsor fűződik a nevéhez, nyugdíjazása óta szinte állandó zsűritagja Erdély, és főként Szatmár megye különböző szavalóversenyeinek.
Érdemei elismeréséül 2010-ben a Harag György Társulat vezetése és a művészeti tanács a társulat örökös tagjává avatta. Ugyanekkor kapott örökös tagságot Csiky András, Elekes Emma és Krasznai Paula. Post mortem örökös taggá avatták a társulat valamennyi elhunyt alapítóját is. Az okleveleket a társulat évadzáró gáláján, ünnepélyes keretek között nyújtotta át az alapítóknak Keresztes Attila művészeti igazgató. Művészi munkája mellett a rendszerváltozást követően rövid időre közéleti szerepet is vállalt: a Független Magyar Párt tiszteletbeli elnöke volt.

## Magánélete
Elvált, Csiky Andrással való házasságából egy lánya született.

## Szerepei
- Nő – Tennessee Williams: Beszélj mint az eső, hadd hallgassalak, r. Bessenyei István, 2006. (Art caffé kávéház, Bessenyei Istvánnal)
- Nő – Tennessee Williams: Beszélj mint az eső, hadd hallgassalak, r. Bessenyei István, 2002 (Ács Alajos Játékszín, Vándor Andrással)
- szereplő – Az a sárga liliom (zenés műsor), r. Szugyiczky István, 1990
- előadó – Évszakok (világirodalmi összeállítás), r. Soós Angéla, 1988
- Lola – Șerban: Olimpia asszony panziója, r. Kovács Ferenc, 1986
- Paula – Örkény István: Macskajáték, r. Kovács Ferenc, 1985
- szereplő – Légy a vendégünk (szilveszteri kabaré), r. Parászka Miklós, 1984
- Édes – Fejes Endre – Presser Gábor: Jó estét nyár, jó estét szerelem, r. Gyöngyösi Gábor és Tóth Páll Miklós, 1984
- Emilia – Horia lovinescu: Rombadőlt fellegvár, r. Kovács Ádám, 1984
- Marioara – Dina Cocea: A család, r. Kovács Ferenc, 1984
- szereplő – Tavaszi rapszódia (szórakoztató műsor), 1984
- Bese Tamásné – Kós Károly: Budai Nagy Antal, r. Kovács Ádám – letiltott előadás.
- Feleség – Benedek Elek: Többsincs királyfi, r. Kisfalussy Bálint, 1983
- Gladiola – Deák Tamás: Az estély, r. Kovács Ferenc, 1982.
- szereplő – Testvériség és béke (irodalmi műsor), 1982
- közreműködő – Igaz Szó találkozó, 1982
- Vasilescuné – Dohotaru Adrian: Vizsgálat egy fiatalember ügyében, r. Kovács Ferenc, 1982
- szereplő – Vidám batyubál (szilveszteri műsor), r. Kisfalussy Bálint, 1981
- Anna – Köntös Szabó Zoltán: Lakon háza (ősbemutató), r. Tóth Páll Miklós, 1981
- Polja – Majakovszkij: Gőzfürdő, r. Kovács Ferenc, 1981
- Carla – Georgescu Paul: Négyszemközt a fallal, r. Kovács Ádám, 1981
- Nagymama – Marton Lili – Gyöngyösi Gábor: Taligás király, r. Gyöngyösi Gábor, 1980
- Concetta – Eduardo Scarpetta: Rongy és címer (Cifra nyomorúság), r. Horváth Béla, 1979
- A bíróné – Móricz Zsigmond: Sári Bíró, r. Kovács Ádám, 1979
- szereplő – Ünnepi műsor, 1979
- szereplő – Magunkról beszélünk (szilveszteri kabaré), r. Gyöngyösi Gábor, 1978
- Colette – Kristescu: Szarkafészek, r. Toia Nicoleta, 1978
- Odobica – Everac Paul: Vesekő, r. Kovács Ádám, 1978
- Strejeané – Herz de A. – Kisfalussy Bálint: Jó reggelt szerelem, r. Kisfalussy Bálint, 1977
- szereplő – Szétosztom minden örömöm (irodalmi összeállítás), r. Kovács Ferenc, 1977
- szereplő – Hazám, szülőföldem (irodalmi összeállítás), r. Kovács Ádám, 1976
- Dorine – Molière: Tartuffe, r. Kovács Ferenc, 1976
- Gazdasszony – Móricz Zsigmond: Légy jó mindhalálig, r. Kovács Ádám, 1976
- Louise – Arthur Miller: Bűnbeesés után, r. Kovács Ferenc, 1975
- szereplő – Az estcsillag (versműsor), r. Boér Ferenc, 1975
- Mina – Stoenescu Virgil: Rejtélyes telefonhívás, r. Kovács Ádám, 1975
- Oana – Naghiu Iosif: Egyetlen estén, r. Kovács Ferenc, 1974
- Tánya – Arbuzov Alexej: Tánya, r. Farkas István, 1954
- szereplő – Vidám műsor, r. Farkas István, 1954
- szereplő – Rügyek, szerelmek, forradalmak (művészest), r. Kovács Ferenc-Farkas István, 1954
- Kláva – Simukov Alexej: Hurrá lányok (zenés vígjáték), r. Harag György és Farkas István, 1954
- Erzsi – Szigligeti Ede: Liliomfi, r. Harag György, 1954
- Tanța, ápoló – Demetrius: Mai emberek, r. Szigyártó Sándor, 1953
- Nadja – Borisz Gorbatov: Apák ifjúsága, r. Tompa Miklós és Harag György, 1953